# Alberto Vega Salvadó
Alberto Bernardo Vega Salvadó (Santiago, 10 de enero de 1951-ibidem, 19 de abril de 2023) fue un escritor chileno, actor de televisión y teatro, y también director y dramaturgo. Desde 2006 padecía síndrome del cautiverio y se comunicaba gracias a un aparato electrónico que le permitía escribir con la vista.

## Biografía
Desde niño fue creyente en el cristianismo. Estudió teatro en la Universidad Católica de Chile. Se desempeñó como actor y profesor en la misma escuela, y llegó a ser su director entre 2004 y 2006. Como director de la Escuela de Teatro de la Universidad Católica, era una figura con proyección y expectativas.
El intérprete que se hizo conocido en la década de los 80, por telenovelas como La madrastra (1981) interpretando a Ricardo. En los años 90 protagonizó, con Cristián Campos y Willy Semler, Art, una obra que fue éxito de taquilla. También interpretó en "Rey Lear" a Edgar en el montaje de Alfredo Castro en 1992. En 1994 actuó como el Padre Miguel en la teleserie "Top secret" de Canal 13.

### Accidente, vida posterior y fallecimiento
Un fin de semana de marzo de 2006, por un accidente en bicicleta por San Carlos de Apoquindo, queda con una parálisis en todo su cuerpo al golpearse fuertemente en la cabeza. Este estado es conocido como “encerramiento” (“locked in”) y se caracteriza porque la persona está totalmente consciente, pero no tiene control sobre su cuerpo. Tampoco hablar ni gesticular.
Podía lograr comunicarse gracias a un computador de 30 millones traído desde Suecia. My Tobii, un equipo computacional que mediante el movimiento de sus ojos, le permite expresarse.  El aparato se costeó a través de actividades realizadas por actores y la Universidad Católica, quienes también se hacen cargo de la mantención.
En 2010 se estrena "Ojos que suenan", escrita por Elena Muñoz y dirigida por Claudia Fernández, que gira en torno a la figura del actor y su condición de "Síndrome de cautiverio". El conmovedor relato fue ampliamente celebrado por la crítica y recibió tres nominaciones a los Premio Altazor, por su dramaturgia, dirección y actuación.
En 2013 lanza un libro, escrito con el computador y que trabajó por dos años, "Mírame a los ojos" que es un relato de su vida y del accidente que lo dejó viviendo bajo el síndrome de cautiverio, con pasajes reveladores e impactantes, pero también sobrecogedores y esperanzadores.
En 2014 estrena en la dramaturgia el montaje “Los gigantes de la montaña presentan Lear”. El montaje, siendo codirigido por Macarena Baeza, es el resultado de un cruce entre las obras “Los gigantes de la montaña” de Luigi Pirandello, “El Rey Lear” de William Shakespeare y material autobiográfico del propio Alberto Vega.
Fallece en Santiago el 19 de abril de 2023; a los 72 años.